# Abbyville
Abbyville es una ciudad ubicada en el condado de Reno en el estado estadounidense de Kansas. En el año 2010 tenía una población de 87 habitantes y una densidad poblacional de 174 personas por km².

## Geografía
Abbyville se encuentra ubicada en las coordenadas 37°58′14″N 98°12′14″O / 37.97056, -98.20389.

## Demografía
Según la Oficina del Censo en 2000 los ingresos medios por hogar en la localidad eran de $43,750 y los ingresos medios por familia eran $45,625. Los hombres tenían unos ingresos medios de $29,000 frente a los $26,667 para las mujeres. La renta per cápita para la localidad era de $16,080. Alrededor del 5.6% de la población estaban por debajo del umbral de pobreza.